# Трећа влада Милорада Додика
Трећа влада Милорада Додика је основана 30. новембра 2006. године. Била је то дванаеста Влада Републике Српске. Предсједник Владе Републике Српске је био Милорад Додик, а потпредсједници су били Антон Касиповић и Јасна Бркић. Ова влада је распуштена по избору нове владе 29. децембра 2010. године.
Владу је изабрао седми сазив Народне скупштине Републике Српске.

## Састав Владе 2006—2010.
| Ресор                                                         | Портрет            | Име и презиме       | Странка | Напомене                                                                                  |
| ------------------------------------------------------------- | ------------------ | ------------------- | ------- | ----------------------------------------------------------------------------------------- |
| Предсједник Владе Републике Српске                            | Милорад Додик      | Милорад Додик       | СНСД    | до 15. 11. 2010. (изабран за предсједника Републике)                                      |
| Предсједник Владе Републике Српске                            | Антон Касиповић    | Антон Касиповић     |         | Министар просвјете и културе в.д. Предсједника Владе РС од 15. 11. 2010. до 29. 12. 2010. |
| Министарства                                                  |                    |                     |         |                                                                                           |
| Министарство финансија                                        | Александар Џомбић  | Александар Џомбић   | СНСД    |                                                                                           |
| Министарство унутрашњих послова                               |                    | Станислав Чађо      | СНСД    |                                                                                           |
| Министарство правде                                           |                    | Џерард Селман       |         |                                                                                           |
| Министарство управе и локалне самоуправе                      |                    | Зоран Липовац       |         |                                                                                           |
| Министарство за економске односе и регионалну сарадњу         |                    | Јасна Бркић         |         |                                                                                           |
| Министарство рада и борачко-инвалидске заштите                |                    | Бошко Томић         |         |                                                                                           |
| Министарство рада и борачко-инвалидске заштите                | Раде Ристовић      |                     |         |                                                                                           |
| Министарство трговине и туризма                               |                    | Предраг Глухаковић  |         |                                                                                           |
| Министарство саобраћаја и веза                                | Недељко Чубриловић | Недељко Чубриловић  | СНСД    |                                                                                           |
| Министарство пољопривреде, шумарства и водопривреде           |                    | Радивоје Братић     |         |                                                                                           |
| Министарство за просторно уређење, грађевинарство и екологију |                    | Фатима Фетибеговић  |         |                                                                                           |
| Министарство просвјете и културе                              | Антон Касиповић    | Антон Касиповић     |         | в.д. Предсједника Владе РС од 15. 11. 2010. до 29. 12. 2010.                              |
| Министарство за избјеглице и расељена лица                    |                    | Омер Бранковић      | СДА     |                                                                                           |
| Министарство здравља и социјалне заштите                      |                    | Ранко Шкрбић        | СНСД    |                                                                                           |
| Министарство науке и технологије                              |                    | Бакир Ајановић      |         |                                                                                           |
| Министарство породице, омладине и спорта                      |                    | Проко Драгосављевић |         |                                                                                           |
| Министарство привреде, енергетике и развоја                   |                    | Рајко Убипарип      |         |                                                                                           |
| Министарство привреде, енергетике и развоја                   |                    | Слободан Пухалац    | СНСД    |                                                                                           |